# Campionati oceaniani di badminton a squadre 2023
I Campionati oceaniani di badminton a squadre 2023 si sono svolti ad Auckland, in Nuova Zelanda, dal 17 al 19 febbraio 2023. È stata la 5ª edizione del torneo, organizzato dalla Badminton Oceania.

## Podi
| Evento       | Oro       | Argento       | Bronzo          |
| Torneo misto | Australia | Nuova Zelanda | Nuova Caledonia |